# Военный налог (1941—1945)
Военный налог (1941—1945)  — сбор с населения, введённый 1 января 1942 года Указом Президиума ВС СССР от 29 декабря 1941 года вместо надбавок к подоходному и сельскохозяйственному налогам. Взыскание военного налога было вызвано необходимостью привлечения средств населения для финансирования государственных расходов в годы Великой Отечественной войны. К оплате привлекались граждане, достигшие 18 лет. Освобождались от военного налога: военнослужащие рядового, младшего командного и начальствующего состава всех родов войск; военнослужащие среднего, старшего и высшего командного и начальствующего состава, находившихся в Красной армии и на флоте и в пограничных войсках; члены семей военнослужащих, которые получали помощь от государства; мужчины 60 лет и старше; женщины 55 лет и старше; пенсионеры, которые не имели других источников доходов, кроме пенсии.
Ставки военного налога дифференцировались по категориям плательщиков. Рабочие и служащие и приравненные к ним по обложением подоходным налогом платили военный налог в твердой сумме с учетом годового заработка; колхозники и единоличники - 150-600 рублей ежегодно с каждого члена государства; другие граждане, которые не имели самостоятельной прибыли, - 100 рублей ежегодно. Военный налог поступал в размерах, превышающих все другие налоговые платежи населения, что позволило мобилизовать в доход бюджета за годы войны более 72,1 млрд. рублей. 6 июля 1945 года Указом Президиума ВС СССР военный налог отменён.

## Поступления военного налога
Поступления военного налога по годам составили:
- 1942 год — 14,0 млрд рублей (65,0 % налогов и сборов с населения);
- 1943 год — 17,1 млрд рублей (59,6 % налогов и сборов с населения);
- 1944 год — 20,7 млрд рублей (56,0 % налогов и сборов с населения);
- 1945 год — 20,3 млрд рублей (50,9 % налогов и сборов с населения).